# Brownsville (Texas)
Pour les articles homonymes, voir Brownsville.
Brownsville est une ville des États-Unis, siège du comté de Cameron dans l'État du Texas. Elle comptait 180 097 habitants en 2012. Elle est la seizième ville la plus peuplée du Texas.

## Géographie
La ville se situe à l'extrémité méridionale du Texas, sur la rive nord du Río Grande qui marque la frontière avec le Mexique, face à la ville mexicaine de Matamoros. Elle fait donc partie de la conurbation transnationale Matamoros–Brownsville.
Elle est la ville la plus méridionale du Texas et de l'Ouest américain. Au niveau des États-Unis continentaux, seul le sud de la Floride présente des latitudes inférieures. Elle s'étend sur un territoire de 342,7 km2.

## Histoire
Fort Texas est établi sur la frontière avec le Mexique en 1845 à environ un kilomètre de ce qui deviendra le centre de Brownsville. Alors qu'il n'est pas encore achevé, le fort est attaqué par l'Armée mexicaine qui entreprend son siège du 3 au 9 mai 1846. L'un des deux soldats américains tués lors de cette attaque est le commandant du fort, le major Jacob Brown, en l'honneur duquel le poste est renommé Fort Brown. La bataille de Palo Alto, qui se déroule à huit kilomètres du centre actuel de Brownsville le 8 mai de la même année, est la première bataille de la guerre américano-mexicaine. Le lendemain, la bataille du Resaca de la Palma se déroule à l'intérieur des limites actuelles de la ville.
Brownsville est fondée le 13 janvier 1849 par Charles Stillman (en) et conserve le style hispanique imposé par son fondateur.
Venant de Mexico, Charles Lindbergh y fait escale en 1929.
Le 3 avril 1984, un meurtre de masse fait dix-sept victimes parmi les membres de la secte Children of the Fold.
Alors qu'au début des années 2010, Brownsville est en voie de paupérisation, la ville connaît en une décennie un boom économique, illustré notamment par l'installation de la base SpaceX sur le site de Boca Chica.

## Transports
Brownsville possède un aéroport international, Brownsville/South Padre Island (code AITA : BRO).

## Politique et administration
L'administration de la ville fonctionne sous le régime du gouvernement à gérance municipale. Le conseil est formé d'un maire et de six membres élus pour un mandat de quatre ans, renouvelables par moitié tous les deux ans.
| Période        | Période  | Identité           | Étiquette | Qualité |
| -------------- | -------- | ------------------ | --------- | ------- |
| 2011           | 2019     | Tony Martinez      |           |         |
| 2 juillet 2019 | En cours | Juan “Trey” Mendez |           |         |

## Population et société

### Démographie
| Groupe            | Brownsville | Texas | États-Unis |
| ----------------- | ----------- | ----- | ---------- |
| Blancs            | 68,3        | 70,4  | 72,4       |
| Autres            | 9,1         | 10,6  | 6,4        |
| Métis             | 1,5         | 2,7   | 2,9        |
| Asiatiques        | 0,7         | 3,8   | 4,8        |
| Afro-Américains   | 0,4         | 11,9  | 12,6       |
| Amérindiens       | 0,4         | 0,7   | 0,9        |
| Total             | 100         | 100   | 100        |
|                   |             |       |            |
| Latino-Américains | 91,28       | 37,6  | 16,7       |

Selon l'American Community Survey pour la période 2011-2015, 85,30 % de la population âgée de plus de 5 ans déclare parler l'espagnol à la maison, 13,58 % déclare parler l'anglais et 1,12 % une autre langue.

### Religion
La principale religion représentée est le catholicisme romain. La ville est le siège d'un diocèse.

## Culture et patrimoine

### Sites historiques
- Le centre historique présente un ensemble d'édifices datant de la seconde moitié du XIXe siècle.
- Fort Brown (initialement Fort Texas) situé dans la partie sud de la ville, à proximité du Río Grande fut l'objet d'un des premiers affrontements de la guerre américano-mexicaine (1846-1848). Il possède le statut de site historique national depuis 1960.
- L'ancienne morgue de Fort Brown, construite vers 1870, se situe au nord du Fort Brown, au sein du campus de l'université.
- La maison Stillman.
- L'ancien palais de justice du comté de Cameron, construit en 1882-1883 par l'architecte Jasper Preston dans un style Second Empire, abrite depuis 1914 une loge maçonnique.

### Édifices religieux
- L'église de l'Immaculée Conception est construite en 1856 par Peter Yves Keralum dans un style néogothique. Elle est érigée en cathédrale lors de la création du diocèse en 1965.

### Musées
- Le musée historique de la ville.
- Le musée des Beaux-arts.
- Le musée des costumes des Amériques.
- Le musée commémoratif de la force aérienne.
- Le musée des enfants.

### Parc zoologique
- Le zoo Gladys Porter a été ouvert en 1971.

## Personnalités nées dans la ville
- Américo Paredes (1915-1999), écrivain américain.
- Bernard L. Kowalski (1929-2007), réalisateur.
- Kris Kristofferson, né en 1936, acteur et chanteur.
- Grace Napolitano, née en 1936, femme politique.
- Osvaldo de León, né en 1984, acteur mexicain.
- Cecilia Ballí, née en 1976, anthropologue.